# Cañada de Gallego
Cañada de Gallego, también llamado Ifre-Cañada de Gallego, es una pedanía del municipio de Mazarrón, Región de Murcia, España.

## Historia y patrimonio
Se encuentra situada a 11 kilómetros de Mazarrón entre la costa y la Sierra de las Moreras. Existen restos humanos procedentes del Paleolítico Medio y Superior. Se han encontrado puntas de sílex y raspadores. El yacimiento de la Cueva de los Percheles, perteneciente al periodo Neolítico, se encuentra catalogado por su relevancia cultural.
En la playa de Percheles se encuentra el yacimiento de una villa romana que estuvo dedicada a actividades agrícolas, la pesca y producción de púrpura. Después de la Reconquista toda la zona sufrió un gran despoblamiento. En el siglo XVIII renació la actividad pesquera y la minería, no obstante a comienzos del siglo XX, la localidad solo contaba con 20 casas. A partir de 1970 la población aumentó considerablemente gracias al regadío y la construcción de invernaderos. Actualmente existen varias empresas de exportación de productos agrícolas en el pueblo.

## Naturaleza
La vegetación está compuesta sobre todo por matorral con romero, albaida, tomillo y esparto. Las masas arbóreas principales son de pinos y algarrobos. En las proximidades se encuentran las Sierras de la Almenara y las Moreras y una reserva de tortuga mora. En sus proximidades pueden verse varias especies de aves en peligro de extinción, como Águila real, Búho real y Halcón peregrino. Muy próxima se encuentra la playa de Percheles.

## Fiestas
Las fiestas se celebran en honor a San Antonio de Padua, tienen lugar actos religiosos, una procesión con la imagen del santo y concursos populares, como el de lanzamiento de huesos de aceituna, petanca, lanzamiento de marro y tiro de cuerda.